# Tom Sawyer (série télévisée d'animation)
Pour les articles homonymes, voir Tom Sawyer (homonymie).
Tom Sawyer (トム・ソーヤーの冒険, Tomu Sōyā no Bōken, littéralement Les Aventures de Tom Sawyer) est une série télévisée d’animation japonaise en 49 épisodes de 26 minutes, produite par Nippon Animation, réalisée par Hiroshi Saitō et diffusée du 6 janvier au 28 décembre 1980 sur Fuji TV.
C'est une adaptation du roman Les Aventures de Tom Sawyer (1876) de l'écrivain Mark Twain.
En France, la série est importée par IDDH et diffusée à partir du 13 décembre 1982 sur Antenne 2 dans l'émission Récré A2, puis sur France 3 dans l'émission Les Minikeums, en 1994 sur M6 dans l'émission M6 Kid, en 2002 sur France 5 dans l'émission Midi les Zouzous, puis sur Gulli à partir du 25 novembre 2008 et à partir du 3 septembre 2009 elle est encore rediffusée sur Gulli, sur la chaîne Mangas à partir du 24 août 2020 et sur France 4 à partir du 9 avril 2022.
Depuis début janvier 2025 elle est de nouveau redifusée sur Mangas. Depuis le 10 juillet 2023 de nouveau rediffusée sur France 3.
Au Québec, la série est diffusée à partir du 1er juin 1983 sur TVEC, du 15 décembre 1985 sur TVJQ et en clair à partir du 29 août 1988 sur Télé-Québec,.

## Synopsis
La série met en scène six mois d'aventures de deux garçons vivant au milieu du XIXe siècle dans une bourgade du Middlewest des États-Unis : le jeune Tom Sawyer, un enfant issu de la classe moyenne, et son meilleur ami Huckleberry Finn, un orphelin vagabond. Les deux vivent dans la petite ville fictive américaine de Saint-Petersburg dans le Missouri, à 80 km de Saint-Louis, sur les rives du fleuve Mississippi.
Les deux amis seront confrontés à de nombreuses aventures palpitantes, dont la rencontre avec le « terrifiant » Joe l'Indien...

## Voix françaises
- Francette Vernillat : Tom Sawyer
- Marcelle Lajeunesse : Huckleberry Finn
- Martine Regnier : Becky Thatcher / Sid Sawyer (voix de remplacement) / Joe Harper
- Jeanine Freson : Polly Sawyer / Mme. Thatcher
- Joëlle Fossier : Mary Sawyer / Nathalie Rose (la remplaçante de Mr. Dobbins, ép. 49)
- Jackie Berger : Sid Sawyer / Huckleberry Finn (voix de remplacement) / Amy Lawrence
- Claude Dasset : M. Dobbins / Joe l'Indien / M. Thatcher / Dr Mitchell / Shérif Collins (voix de remplacement) / Oncle Silius / le vieux Sam
- Thierry Bourdon : Ben Rogers
- François Leccia : Arthur O'Connor / Dr Robinson
- Jacques Torrens : Shérif Collins / M. Rogers
- Edgar Givry : Jim Hollis , l'esclave noir de Tante Polly / l’assistant du shérif
- Georges Aubert : Muff Potter
- Greg Germain : Maurice Johan
- Lily Baron : la tante de Becky
- Claude Chantal : Tante Sally, qui vit en Arkansas
- Céline Monsarrat : Benny Phelps , la cousine de Tom, la fille de tante Sally
- Marie-Françoise Sillière : Lisette Jean
- Fabrice Josso : Alfred Temple
- Serge Bourrier : le juge Thatcher
- Albert Augier : le père de Huck
- Direction de doublage : François Leccia

Les paroles et la musique des génériques français de début et de fin d'épisode furent écrites par deux des membres des Compagnons de la chanson, Jean-Pierre Calvet et Gaston et interprétées par Elfie Astier.

## Personnages
- Thomas « Tom » Sawyer (トマス「トム」ソーヤー, Tomasu « Tomu » Sōyā?) :

Le héros de la série. Tom est un garçon relativement turbulent, farceur et n'aimant pas l'école. Cependant, il est charitable et aide souvent Huckleberry Finn en lui apportant de quoi manger et en l'aidant à construire une cabane.
- Huckleberry « Huck » Finn (ハックルベリー「ハック」フィン, Hakkuruberī « Hakku » Fin?) :

Abandonné par son père alcoolique, Huck est le meilleur ami de Tom. Il vit seul dans une cabane non loin du fleuve Mississippi. Tom et Mary vont essayer qu'il se fasse adopter par une femme faisant partie de la famille de Becky mais en vain. Cependant, après la découverte du trésor de Joe l'Indien, il est adopté par Mme Douglas, femme riche de Saint-Petersburg, qui l'oblige ainsi à être un enfant modèle.
- Rebecca « Becky » Thatcher (レベッカ「ベッキー」サッチャー, Rebekka « Bekkī » Satchā?) :

La fille du juge Thatcher, nouvellement arrivé de Saint-Louis. Tom étant amoureux d'elle, Becky a une certaine influence sur lui.
- Polly Sawyer (ポリー・ソーヤー, Porī Sōyā?) :

La tante de Tom. Après la mort de leurs parents, elle a recueilli Tom et Sid. Elle les élève à présent comme ses propres enfants. La tante Polly est très sévère avec Tom, étant donné que celui-ci n'arrête pas de lui désobéir et faire des pitreries.
- Sidney « Sid » Sawyer (シドニー「シッド」ソーヤー, Shidonē « Shiddo » Sōyā?) :

Le frère cadet de Tom. Leurs caractères sont diamétralement opposés. Sid est en effet « bien élevé » et aime vraiment aller à l'école, ainsi que s'instruire en lisant, à la différence de Tom, qui déteste aller en classe. Malgré tout, ils s'apprécient énormément.
- Mary Sawyer (メアリー・ソーヤー, Mearī Sōyā?) :

La fille de tante Polly, donc la cousine de Tom et Sid; elle est plus âgée qu'eux. Elle défend très souvent Tom lorsqu'il sort et rentre après le repas.
- Jim Hollis (ジム・ホリス, Jimu Horisu?) :

L'esclave noir de tante Polly. Il est bien traité par celle-ci. Il aidera un autre esclave à s'enfuir.
- Arthur O'Connor (アーサー・オコナー, Āsā Okonē?) :

Un aviateur qui vole en montgolfière et travaille pour l'armée ; il deviendra un très bon ami de Mary.
- Benjamin « Ben » Rogers (ベンジャミン「ベン」ロジャース, Benjamin « Ben » Rojāsu?) :

Un ami de Tom, le fils de l'épicier. Il va notamment fuir la ville avec Tom et Huckleberry Finn pour vivre comme des pirates en autonomie.
- Jeffrey « Jeff » Thatcher (ジェフリー「ジェッフ」サッチャー, Jefurī « Jeffu » Satchā?) :

Le cousin de Becky.
- Joseph « Joe » Harper (ジョセフ「ジョー」ハーパー, Jozefu « Jō » Āpā?) :

l'un des amis de Tom.
- Amy Lawrence (エミー・ローレンス, Emī Rōrensu?) :

Une camarade de classe et amie de Tom, la fille du boulanger. Amy est l'ancienne petite amie de Tom avant l'arrivée de Becky, ce qui poussera Tom à rompre avec elle, plus tard Amy sortira avec Joseph Harper. Et elle deviendra amie avec Tom et Becky.
- Lisette Jean (リゼット・ジャン, Rizetto Jan?) :

Une petite actrice originaire de Nouvelle-Orléans, dont Huck et Sid tomberont amoureux. Elle est très proche de Huck, ils ont des points communs vis-à-vis de leurs pères respectifs qui les maltraitaient. Lisette est amie avec tous les enfants de Saint-Petersburg, elle est extrêmement sympathique, généreuse et sensible. Physiquement, elle est grande, a les cheveux blonds et les yeux bleus. Dans le dessin animé, son nom de famille n'est pas mentionné.
- Mr Dobbins (ドビンズ先生, Dobinzu-sensei?) :

L'instituteur de la classe de Tom, bien qu'il aurait préféré être médecin. Très sévère avec Tom (ainsi que le reste de la classe), il porte une perruque pour cacher sa calvitie, que Tom découvrira par inadvertance. Tom prendra sa revanche sur lui dans l'épisode 20, vengeant tous les enfants ayant été fouettés par Mr Dobbins.
- Joe l'Indien (インジャン・ジョー, Injan Jō?) :

Un homme de type amérindien de grande taille, impressionnant et peu fréquentable, dont Tom a peur, comme bon nombre d'enfants. Il ne recule devant rien pour arriver à ses fins. Il fera même endosser son meurtre du Dr Robinson sur le dos du pauvre Muff. Il trouve un trésor de pirate dans la maison hantée de Saint-Petersburg et le cache dans la grotte des soupirs. Il est soi-disant mort au sein de celle-ci.
- Dr Mitchell (ドクターミッチェル, Dokutā Mitcheru?) :

Le médecin de famille des Sawyer. Il embauchera Mary comme assistante infirmière.
- Dr Robinson (ロビンソン博士, Robinson Hakase?) :

Le nouveau médecin de la ville qui paye Joe l'Indien et Muff Potter afin qu'ils déterrent des corps dans le cimetière. La profanation des tombes permet à ce médecin de chercher les causes des morts. Il est assassiné par Joe l'Indien car il savait quelque chose qui pourrait mettre ce dernier en prison.
- Muff Potter (マフ・ポッター, Mafu Pottā?) :

Un vieil alcoolique qui suivra Joe l'Indien dans ses mauvais coups, et finira par le regretter amèrement.
- Cezar (チェザル, Chezaru?) :

Le chien de Becky ; il n'aime pas beaucoup Tom.
- Edward Thatcher (エドワード・サッチャー, Edowādo Satchā?) :

Le juge de la ville et le père de Becky.
- Shérif Collins (保安官コリンズ, Sherifu Korinzu?) :

Le shérif de la ville.
- Sam et Mark (Sam y Mark?) :

Les navigateurs du bateau à aube sur le Mississippi sur lequel Tom et Huckleberry se rendront.

## Épisodes
1. Le Cochon sauvage (トムとハックとブタ騒動, Tomu to Hakku to buta sōdō?)
2. Jeux de mains, jeux de vilains (ごきげんなペンキ塗り, Gokigenna Penki nuri?)
3. Un grand amour (トム一目ぼれをする, Tomu ichimoku Bore wo suru?)
4. Sortilège (サムじいさんのおまじない, Samu-jī-san no Ōmajinai?)
5. Becky (恋は異なもの味なもの, Koha kotona Mono aji Namono?)
6. La Maison de Huck (ハックの家づくり, Hakku no ie dukuri?)
7. La Rivalité (ライバル登場, Raibaru tōjō?)
8. Panique à bord (あこがれの蒸気船, Akogareno jōkisen?)
9. Les Enfants de Tante Polly (ポリーおばさんの子供たち, Pōri oba-san no Kodomotachi?)
10. Le Trésor (村の嫌われ者, Mura no Kirawa re Mono?)
11. Les Pirates (海賊の宝, Kaizoku no Takara?)
12. Le Professeur (ベッキー・サッチャー怒る, Bekkī Satchā ikaru?)
13. Je veux être pirate (海賊になるんだ, Kaizoku ninarunda?)
14. Les pirates ne vont pas à l'école (海賊には学校はない, Kaizoku niha gakkō hanai?)
15. Ah ! L'aventure… (冒険・冒険また冒険, Bōken. bōken mata bōken?)
16. Les pirates broient du noir (トム・ソーヤーの葬式, Tōmu Sōyā no sōshiki?)
17. Il y a des jours comme ça… (運の悪い日, Hakono warui nichi?)
18. La Réconciliation (痛い仲直り, Itai nakanaori?)
19. Le Concours de grenouilles (蛙の戦い, Kaeru no Tatakai?)
20. Le Secret de Mr Dobbins (ドビンズ先生の秘密, Dobinzu-sensei no Himitsu?)
21. Le Début des vacances (夏休みの始まり, Natsuyasumi no Hajimari?)
22. Le Charlatan (病気にならない薬, Byōki ni naranai kusuri?)
23. Partie de pêche (ナマズ釣りの日, Namazu tsuri no Nichi?)
24. Huck porte une cravate (ネクタイをしたハック, Nekutai woshita Hakku?)
25. Un garçon obstiné (意地っぱり野郎, Ijippari Yarō?)
26. Lisette (子役のリゼット, Koyaku no Rizetto?)
27. Le Lever du rideau (お芝居の始まるまで, O shibai no Hajima rumade?)
28. Aider Lisette (リゼットを助けろ！, Rizetto wo tasuke ro!?)
29. Au revoir Lisette (突然のさようなら, Totsuzen no Sayōnara?)
30. Le Père de Huck (ハックの父親, Hakku no Chichioya?)
31. Le Chandelier (数を数えろ, Kazu wo kazoe ro?)
32. De l'or ! De l'or ! (黄金を見つけた！, Ōgon wo mitsu keta!?)
33. La Fuite vers la liberté (自由に向かって逃げろ, Jiyū ni mukatte nige ro?)
34. L'Homme qui venait du ciel (天から降ってきた男, Ten kara futte kita otoko?)
35. Tom veut voler dans le ciel (空を飛びたい, Sora wo tobi tai?)
36. Volera, volera pas ? (気球を直そう, Kikyū wo naoso u?)
37. Au revoir Arthur ! (空からの眺め, Aka rano nagame?)
38. Le Drame (おそろしい出来事, Osoroshī dekigoto?)
39. Une question de confiance (良心の痛み, Ryōshin no Itami?)
40. Le Procès (マフ・ポッターの裁判, Mafu Pottā no Saiban?)
41. L'Indésirable (インジャン・ジョーの行方, Injan Jō no namegata?)
42. Un joyeux voyage (楽しい船の旅, Tanoshi i fune no tabi?)
43. Un cheval blanc (白い馬を見た, Shiroi uma wo mita?)
44. La Capture (稲妻をつかまえろ, Inaduma wotsukamaero?)
45. Liberté (さらば白馬よ, Saraba hakuba yo?)
46. La Maison hantée (化物屋敷で, Bakemono yashiki de?)
47. La Grotte des soupirs (マクドウガルの洞窟, Makudōgaru no Dōkutsu?)
48. La Fin de Joe l'Indien (インジャン・ジョーの最後, Injan Jō no Saigo?)
49. Tout est bien (格好のわるい終りかた, Kakkō nowarui owari kata?)

## Clin d’œil
Dans l'épisode 49, on peut voir le docteur Mitchell lire un journal dont la une est « John Lenon shotted » avec une image de ce dernier.